# Bestráshnaya
Bestráshnaya (del ruso: Бесстрашная) es una stanitsa del raión de Otrádnaya del krai de Krasnodar, en Rusia. Está situada en un área montañosa y boscosa de las vertientes septentrionales del Cáucaso Norte, en la cabecera del río Kamyshevaya, afluente del curso superior del Río Chamlyk, afluente del río Labá, 34 km al sudoeste de Otrádnaya y 192 km al sureste de Krasnodar, la capital del krai. Tenía 637 habitantes en 2010.
Es cabeza del municipio Bestráshnenskoye.

## Historia
La localidad fue fundada en 1859. En 1917 contaba con 4 568 habitantes. Perteneció al otdel de Labinsk del óblast de Kubán hasta 1920.

## Lugares de interés
En la región se han hallado kurganes. En el centro de la localidad se halla un memorial con un tanque en homenaje al Héroe de la Unión Soviética Dmitri Lavrinenko, erigido en 1989.

## Economía
En el territorio del municipio existen fuentes minerales y yacimientos de arena de cuarzo, azufre y caolín. Una gran parte de las tierras del municipio se dedica a la ganadería. Cabe destacar asimismo la apicultura y el turismo ecológico en la actividad económica de Bestráshnaya.

## Servicios sociales
En la localidad se halla la escuela municipal de enseñanza media nº28, la escuela preescolar nº27, un punto de enfermería, un club rural y una biblioteca.

## Personalidades
- Dmitri Lavrinenko (1914-1941), oficial tanquista soviético ruso, Héroe de la Unión Soviética.
- Piotr Pridius (1932-2003), escritor soviético ruso.